# Aprosphylus olszanowskii
Aprosphylus olszanowskii är en insektsart som beskrevs av Naskrecki 1994. Aprosphylus olszanowskii ingår i släktet Aprosphylus och familjen vårtbitare. Inga underarter finns listade i Catalogue of Life.